# 16e régiment de hussards (France)

## Création et différentes dénominations
- 12 décembre 1914 : formation du régiment de marche du 12e hussards[1]
- 30 juillet 1915 : prend le nom de 16e régiment de hussards de marche
- 7 janvier 1916 : Dissous

## Chefs de corps
13 décembre 1914 : lieutenant-colonel Grandineau

## Historique des garnisons, combats et batailles du16eRH

Motif la Hongroise, Il rappelle la boutonnière, très particulière et typique de la mode hongroise, brodée sur les uniformes des premiers hussards engagés en France au XVIIIe siècle.

### Première Guerre mondiale

#### Affectations
Le régiment est affecté à la brigade de cavalerie légère de la 10e division de cavalerie.

### 1914
Le « régiment de marche du 12e hussards » est formé le 12 décembre 1914 avec les 5e, 6e et 11e escadrons du 12e hussards et arrive à Petite Fontaine.

### 1915
Il cantonne à Rougemont dès le début janvier et occupe régulièrement les tranchées à Aspach-le-Haut et  Michelbach.
Le 30 juillet 1915 il prend le nom de 16e régiment de hussards de marche.

### 1916
Le 4 janvier 1916, le régiment est dissous et tous les éléments sont rattachés au dépôt du 12e régiment de hussards.

## Etendard
Il ne porte aucune inscription.

### Sources et bibliographie
- J.M.O. 30 juillet 1915-7 janvier 1916 Contient le journal du 12e hussards de marche, du 12 décembre 1914 au 30 juillet 1915.